# Lokalbahn Ober-Grafendorf–Gresten
| Zug mit Diesellok der Reihe 2095 in Wieselburg an der Erlauf (1989) |                                                                 |                                    |                                    |
| Streckennummer: | 154 01 (Ober Grafendorf–Wieselburg) 158 01 (Wieselburg–Gresten) |                                    |                                    |
| Kursbuchstrecke (ÖBB): | 115                                                             |                                    |                                    |
| Spurweite: | 760 mmWieselburg–Gresten seit 1998: 1435 mm                     |                                    |                                    |
| Maximale Neigung: | 27 ‰                                                            |                                    |                                    |
| Minimaler Radius: | Ober-Grafendorf–Wieselburg: 90 m Wieselburg–Gresten: 100 m      |                                    |                                    |
| Streckengeschwindigkeit: | 60 km/h                                                         |                                    |                                    |
| |                                                                 |                                    |                                    |
| \| \| \| Mariazellerbahn von St. Pölten \| \| \| \| 0,000 \| Ober-Grafendorf \| 276 m ü. A. \| \| \| \| Mariazellerbahn nach Mariazell \| \| \| \| 3,533 \| St. Margarethen-Rammersdorf \| 253 m ü. A. \| \| \| 4,800 \| Haag-Kleinsierning seit 07.08.2021 \| 258 m ü. A. \| \| \| 7,593 \| Bischofstetten \| 265 m ü. A. \| \| \| 9,940 \| Teufelsdorf \| 274 m ü. A. \| \| \| 12,905 \| Kilb \| 300 m ü. A. \| \| \| 15,830 \| Heinrichsberg \| 302 m ü. A. \| \| \| 18,007 \| Mank \| 296 m ü. A. \| \| \| 21,889 \| Lehenleiten \| 270 m ü. A. \| \| \| 25,576 \| St. Leonhard am Forst \| 240 m ü. A. \| \| \| \| Melk \| \| \| \| 26,561 \| Ruprechtshofen \| 242 m ü. A. \| \| \| 30,638 \| Grabenegg-Rainberg \| 255 m ü. A. \| \| \| 32,798 \| Reisenhof-Lehen \| 306 m ü. A. \| \| \| 35,766 \| Breiteneich b. Wieselburg \| 250 m ü. A. \| \| \| \| Erlauf \| \| \| \| \| Erlauftalbahn von Pöchlarn \| \| \| \| 37,593 \| Wieselburg an der Erlauf \| 252 m ü. A. \| \| \| \| Erlauftalbahn nach Kienberg-Gaming \| \| \| \| 40,07 \| Bodendorf-Edelmühle \| 264 m ü. A. \| \| \| 41,12 \| Marbach \| 267 m ü. A. \| \| \| 44,30 \| Zarnsdorf \| 287 m ü. A. \| \| \| 46,19 \| Wolfpassing \| 298 m ü. A. \| \| \| 48,06 \| Steinakirchen am Forst \| 303 m ü. A. \| \| \| 51,19 \| Wang \| 321 m ü. A. \| \| \| 54,49 \| Perwarth \| 345 m ü. A. \| \| \| 57,56 \| Randegg \| 368 m ü. A. \| \| \| 59,70 \| Hörhag \| 387 m ü. A. \| \| \| 61,78 \| Anschlussbahnen Fa. Welser \| Anschlussbahnen Fa. Welser \| \| \| \| \| \| \| \| 62,34 \| Gresten \| 407 m ü. A. \| |                                                                 |                                    |                                    |
| Strecke |                                                                 | Mariazellerbahn von St. Pölten     | Mariazellerbahn von St. Pölten     |
| Bahnhof | 0,000                                                           | Ober-Grafendorf                    | 276 m ü. A.                        |
| Abzweig geradeaus und nach links |                                                                 | Mariazellerbahn nach Mariazell     | Mariazellerbahn nach Mariazell     |
| Haltepunkt / Haltestelle | 3,533                                                           | St. Margarethen-Rammersdorf        | 253 m ü. A.                        |
| Haltepunkt / Haltestelle Strecke ab hier außer Betrieb | 4,800                                                           | Haag-Kleinsierning seit 07.08.2021 | 258 m ü. A.                        |
| Haltepunkt / Haltestelle (Strecke außer Betrieb) | 7,593                                                           | Bischofstetten                     | 265 m ü. A.                        |
| Haltepunkt / Haltestelle (Strecke außer Betrieb) | 9,940                                                           | Teufelsdorf                        | 274 m ü. A.                        |
| Haltepunkt / Haltestelle (Strecke außer Betrieb) | 12,905                                                          | Kilb                               | 300 m ü. A.                        |
| Haltepunkt / Haltestelle (Strecke außer Betrieb) | 15,830                                                          | Heinrichsberg                      | 302 m ü. A.                        |
| Bahnhof (Strecke außer Betrieb) | 18,007                                                          | Mank                               | 296 m ü. A.                        |
| Haltepunkt / Haltestelle (Strecke außer Betrieb) | 21,889                                                          | Lehenleiten                        | 270 m ü. A.                        |
| Haltepunkt / Haltestelle (Strecke außer Betrieb) | 25,576                                                          | St. Leonhard am Forst              | 240 m ü. A.                        |
| Brücke über Wasserlauf (Strecke außer Betrieb) |                                                                 | Melk                               | Melk                               |
| Bahnhof (Strecke außer Betrieb) | 26,561                                                          | Ruprechtshofen                     | 242 m ü. A.                        |
| Haltepunkt / Haltestelle (Strecke außer Betrieb) | 30,638                                                          | Grabenegg-Rainberg                 | 255 m ü. A.                        |
| Haltepunkt / Haltestelle (Strecke außer Betrieb) | 32,798                                                          | Reisenhof-Lehen                    | 306 m ü. A.                        |
| Haltepunkt / Haltestelle (Strecke außer Betrieb) | 35,766                                                          | Breiteneich b. Wieselburg          | 250 m ü. A.                        |
| Brücke über Wasserlauf (Strecke außer Betrieb) |                                                                 | Erlauf                             | Erlauf                             |
| Abzweig ehemals geradeaus und von rechts |                                                                 | Erlauftalbahn von Pöchlarn         | Erlauftalbahn von Pöchlarn         |
| Bahnhof | 37,593                                                          | Wieselburg an der Erlauf           | 252 m ü. A.                        |
| Abzweig geradeaus und nach links |                                                                 | Erlauftalbahn nach Kienberg-Gaming | Erlauftalbahn nach Kienberg-Gaming |
| ehemaliger Haltepunkt / Haltestelle | 40,07                                                           | Bodendorf-Edelmühle                | 264 m ü. A.                        |
| ehemaliger Haltepunkt / Haltestelle | 41,12                                                           | Marbach                            | 267 m ü. A.                        |
| ehemaliger Haltepunkt / Haltestelle | 44,30                                                           | Zarnsdorf                          | 287 m ü. A.                        |
| ehemaliger Haltepunkt / Haltestelle | 46,19                                                           | Wolfpassing                        | 298 m ü. A.                        |
| Dienststation / Betriebs- oder Güterbahnhof | 48,06                                                           | Steinakirchen am Forst             | 303 m ü. A.                        |
| Blockstelle | 51,19                                                           | Wang                               | 321 m ü. A.                        |
| ehemaliger Haltepunkt / Haltestelle | 54,49                                                           | Perwarth                           | 345 m ü. A.                        |
| Blockstelle | 57,56                                                           | Randegg                            | 368 m ü. A.                        |
| ehemaliger Haltepunkt / Haltestelle | 59,70                                                           | Hörhag                             | 387 m ü. A.                        |
| Abzweig geradeaus und nach links | 61,78                                                           | Anschlussbahnen Fa. Welser         | Anschlussbahnen Fa. Welser         |
| Abzweig geradeaus und nach rechts |                                                                 |                                    |                                    |
| Betriebs-/Güterbahnhof Streckenende | 62,34                                                           | Gresten                            | 407 m ü. A.                        |

Die Lokalbahn Ober-Grafendorf–Gresten, bekannter unter dem umgangssprachlichen Namen Krumpe, seltener auch als Grestner Bahn, war eine ursprünglich vollständig schmalspurige Eisenbahnstrecke mit einer Spurweite von 760 mm (Bosnische Spurweite) im niederösterreichischen Alpenvorland. Sie war eine Zweigstrecke der ebenfalls schmalspurigen Mariazellerbahn. Der Abschnitt von Wieselburg an der Erlauf nach Gresten wurde 1998 auf Normalspur umgebaut und dient seither ausschließlich dem Güterverkehr, er wird heute noch betrieben. Der Abschnitt zwischen Wieselburg und Ruprechtshofen wurde im Februar 2000 stillgelegt, es folgte die Einstellung der Abschnitte Ruprechtshofen–Mank im Dezember 2002 und schließlich Mank–Ober-Grafendorf im Dezember 2010. Der Abschnitt von Ober-Grafendorf nach Haag-Kleinsierning wird seit 2019 als Nostalgiebahn betrieben.

## Geschichte
Mit der Eröffnung der Kaiserin Elisabeth-Bahn in den 1850er Jahren erhielt das westliche Niederösterreich seine erste Eisenbahnstrecke. Zweigstrecken in das südlich davon gelegene Alpenvorland wurden bis 1877 von den Niederösterreichischen Südwestbahnen in Form der Leobersdorfer Bahn und der Erlauftalbahn errichtet. Eine weitere Erschließung der Region in der Fläche scheiterte vorerst an den finanziellen Mitteln, so auch das Projekt einer normalspurigen Bahn von Melk nach Mank.

### Bau des ersten Abschnittes

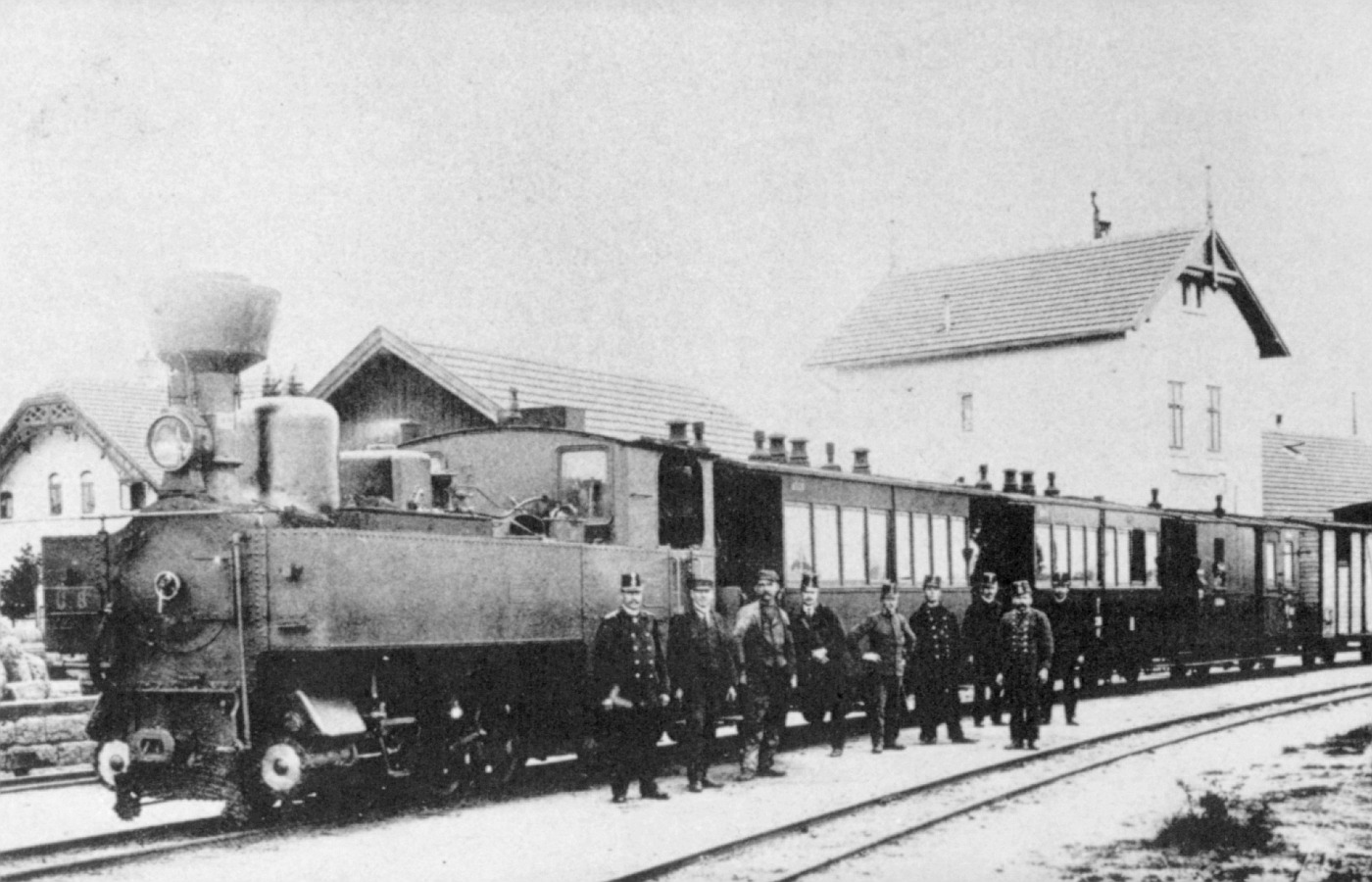
Typischer Landesbahnzug mit Lok der Reihe U um 1900, hier auf den Waldviertler Schmalspurbahnen

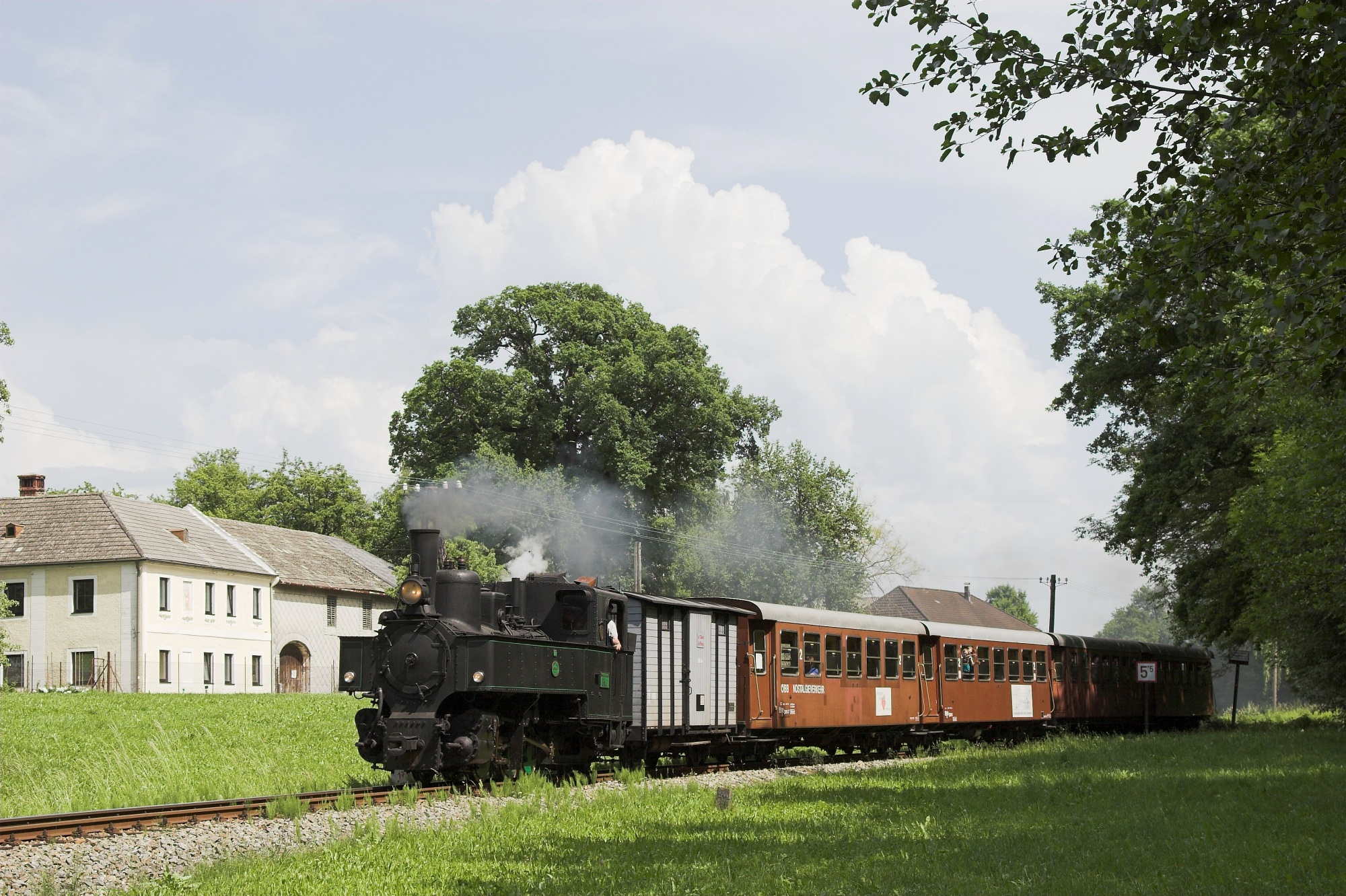
Sonderzug mit Bh.1 bei Mank

Durch das im Jänner 1895 beschlossene Niederösterreichische Lokalbahngesetz und die damit verbundene Schaffung des Niederösterreichischen Landeseisenbahnamtes im Mai desselben Jahres wurden der Bau und die Finanzierung von Lokalbahnen wesentlich erleichtert. Am 6. Februar 1895 beschloss der Niederösterreichische Landtag den Bau der Pielachtalbahn als erstes Teilstück der geplanten Mariazellerbahn. Jenes Projekt wurde um eine Zweigstrecke nach Mank an Stelle der ursprünglich gewünschten normalspurigen Verbindung erweitert. Die Konzession für beide Bahnen wurde am 11. Juli 1896 erteilt. Baubeginn der in Ober-Grafendorf von der Pielachtalbahn abzweigenden Bahn nach Mank war im September 1897, nach 13 Monaten war die 18 Kilometer lange Strecke fertiggestellt. Der öffentliche Verkehr wurde nach Erteilung der Benützungsbewilligung am 27. Juli 1898 aufgenommen. Den Betrieb auf beiden Ästen der Aktiengesellschaft der Lokalbahn St. Pölten–Kirchberg an der Pielach–Mank übernahm das Landeseisenbahnamt – die späteren Niederösterreichischen Landesbahnen – selbst. Von Anfang an war eine Verlängerung nach Wieselburg an der Erlauf oder Gresten angedacht gewesen.
Die Züge wurden zunächst mit den auch auf der Stammstrecke eingesetzten Lokomotiven der Reihe U als gemischte Züge (Güterzüge mit Personenbeförderung) mit zweiachsigen Reisezug- und Güterwagen geführt. Es gab nur zwei fahrplanmäßige Zugpaare mit Wagen zweiter und dritter Klasse, die ab Ober-Grafendorf verkehrten, Fahrgäste nach und von St. Pölten mussten umsteigen.  Zwischen 1904 und 1908 kamen zusätzlich die Dampftriebwagen 10–12 auf die Manker Strecke, mit denen das Angebot kostengünstig ausgeweitet werden konnte.

### Verlängerung nach Ruprechtshofen
1901 wurde eine Petition für die rasche Verlängerung der Schmalspurbahn nach Wieselburg und Gresten an den niederösterreichischen Landtag eingebracht.
Die Konzession für die nächste Etappe von Mank nach Ruprechtshofen wurde am 1. Juni 1904 erteilt. Nach Baubeginn im September 1904 war dieses Teilstück mit einer Länge von 8,5 km im Juli des folgenden Jahres fertiggestellt. Am 5. August 1905 wurde dieser Streckenabschnitt gemeinsam mit der Verlängerung der Pielachtalbahn nach Laubenbachmühle feierlich eröffnet. 1909 wurde der Transport aufgeschemelter Normalspurgüterwagen mittels Rollböcken eingeführt.

### Die Lokalbahn Ruprechtshofen–Gresten

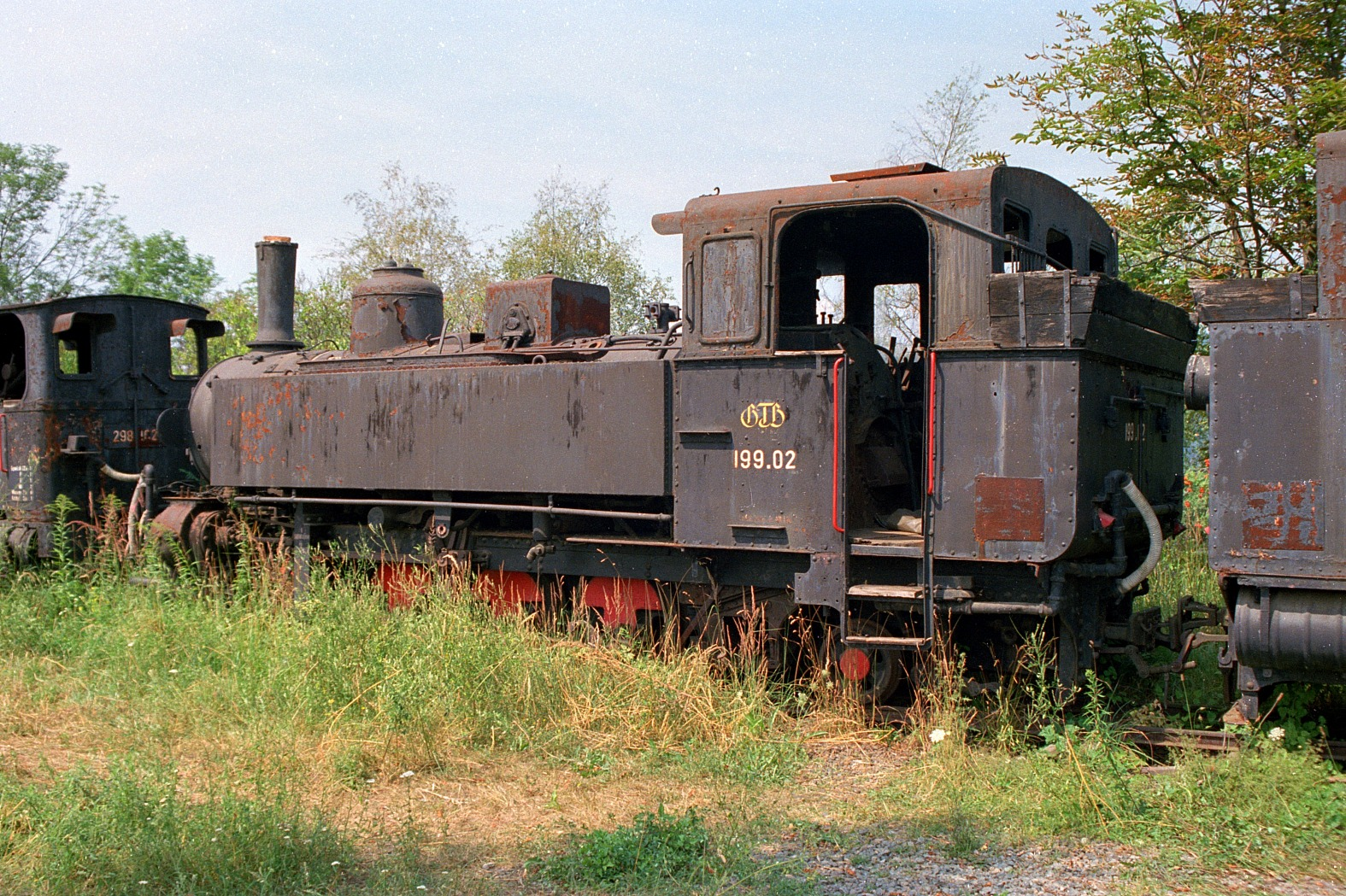
Drei Loks der Reihe P (ÖBB 199) wurden 1926 für die Verlängerung nach Gresten gebaut

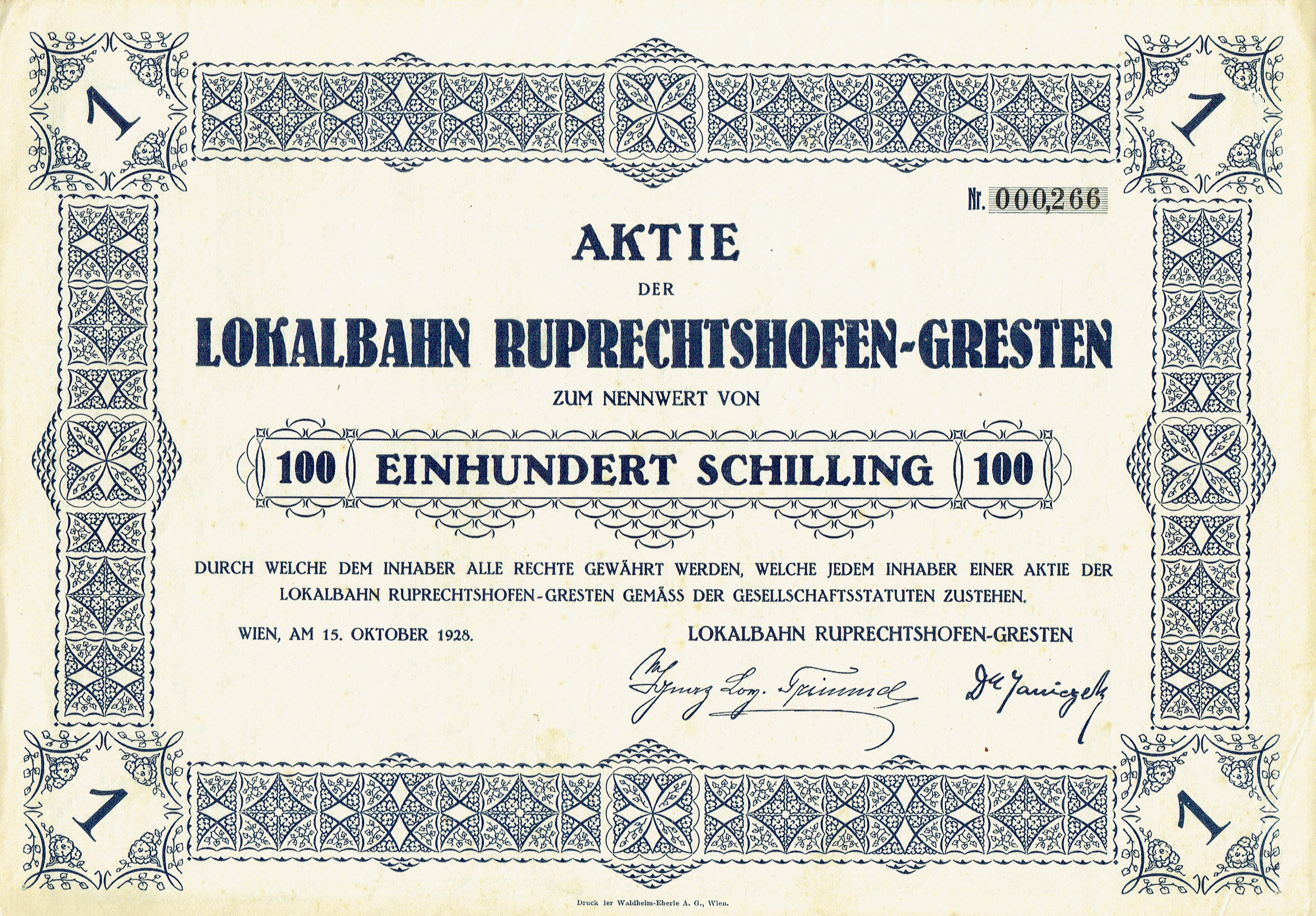
Aktie über 100 Schilling der Lokalbahn Ruprechtshofen-Gresten vom 15. Oktober 1928

Unmittelbar nach erfolgter Verlängerung nach Ruprechtshofen wurde die Planung für den Weiterbau nach Gresten aufgenommen. Am 15. Juni 1908 wurde eine Vorkonzession für das Projekt erteilt, Bauverhandlungen waren bis November 1909 abgeschlossen, die Erteilung der Konzession und Baubewilligungen verzögerten sich jedoch noch bis März 1913. Im selben Monat wurde mit den Bauarbeiten an diesem längsten Teilstück der Lokalbahn begonnen. Für den Oberbau war gebrauchtes Gleismaterial der normalspurigen Stammersdorfer Lokalbahn vorgesehen. Nach Ausbruch des Ersten Weltkrieges kam der dort geplante Schienentausch jedoch nicht zustande. Da auch anderes Gleismaterial nicht zur Verfügung stand, wurden die Arbeiten an der Schmalspurbahn nach weitgehender Fertigstellung des Unterbaus und der Brücken am 20. August 1914 eingestellt.
Im Jänner 1915 wurde ein ca. einen Kilometer langer vom Bahnhof Wieselburg ausgehender Abschnitt der Trasse in Richtung Ruprechtshofen mit Gleisen versehen und als Materialbahn zum Bau und zur Versorgung eines Kriegsgefangenenlagers verwendet. Nach Kriegsende unterblieb die Fertigstellung der Bahn aus finanziellen Gründen, bereits vorhandenes Material wie ein Fußgängersteg und Signale aus dem Bahnhof Wieselburg wurden sogar abgebaut und auf anderen Bahnen eingesetzt. Am 3. Oktober 1924 wurde letztendlich die Konzession zurückgezogen.
Mit der Übernahme der Niederösterreichischen Landesbahnen durch die Bundesbahnen ging auch die unvollendete Lokalbahn in deren Besitz über. Bemühungen, den Bau wieder aufzunehmen, waren mit der Sicherstellung der Finanzierung Ende 1925 vom Erfolg gekrönt. Komplikationen geologischer Natur besonders im Abschnitt zwischen Randegg und Gresten, wo der Unterbau noch nicht vollständig hergestellt gewesen war, sorgten noch für Verzögerungen beim Bau und Überschreitung der veranschlagten Kosten. Am 15. April 1927 wurde die Konzession für die offiziell als „Lokalbahn Ruprechtshofen–Gresten“ bezeichnete Strecke neuerlich erteilt. Am 29. Juni 1927 wurde sie in Anwesenheit von Bundespräsident Michael Hainisch als erster Eisenbahnneubau der Republik Österreich eröffnet und tags darauf dem allgemeinen Verkehr übergeben. Damit war das von St. Pölten ausgehende Schmalspurnetz in seiner maximalen Ausdehnung von 153,9 km fertiggestellt. Weitere Ausbauten, besonders eine Verbindung mit der Ybbstalbahn, für die mehrere Planungsvarianten ausgearbeitet wurden, kamen nicht mehr zustande. Zur Inbetriebnahme des neuen Streckenabschnittes wurden von den Bundesbahnen drei neue Dampflokomotiven der Reihe P und mehrere Personen- und Güterwagen beschafft.

### Einführung der Dieseltraktion

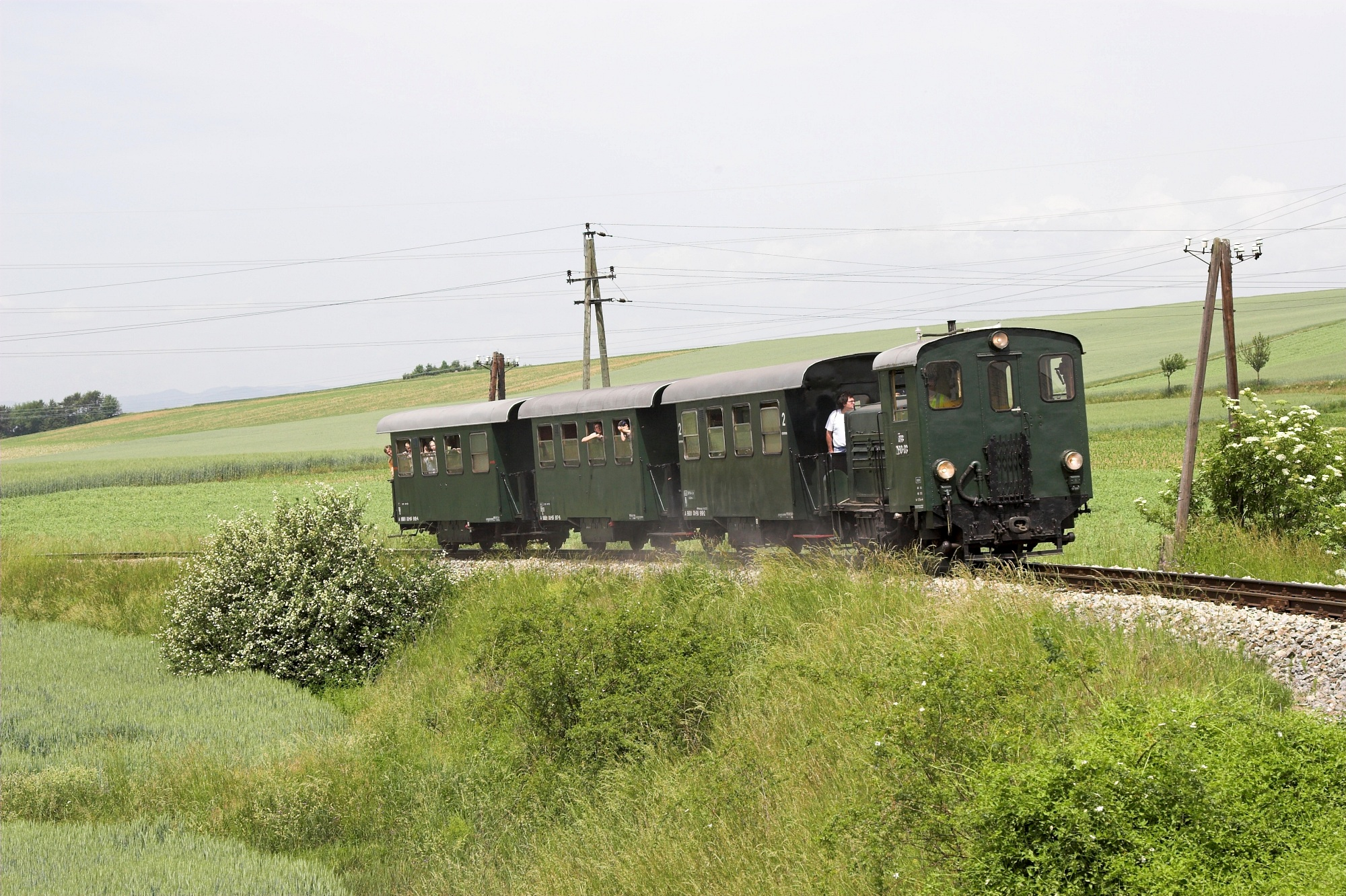
2190.03 mit maximaler Anhängelast

Der wirtschaftliche Erfolg stellte sich zunächst jedoch nicht in gewünschtem Umfang ein. Bereits in den 1930er-Jahren ist ein erster Antrag auf Einstellung des Betriebes belegt, der jedoch vonseiten der zuständigen Behörden 1937 abgelehnt wurde. Bestrebt, den teuren Dampfbetrieb einzuschränken, wurden 1934 zwei Diesellokomotiven in Dienst gestellt. Die beiden als BBÖ 2040/s bezeichneten Maschinen waren jedoch von nur geringer Leistung und konnten die Steigungen der Lokalbahn nur mit maximal drei zweiachsigen Personenwagen bewältigen.
Nach dem „Anschluss“ 1938 wurden Mariazellerbahn und Zweigstrecke, wie alle österreichischen Bahnen, in die Deutsche Reichsbahn eingegliedert. Im Kriegsjahr 1945 wurden die Bahnanlagen in Ober-Grafendorf von der Wehrmacht gesprengt.

### Bundesbahn nach 1945

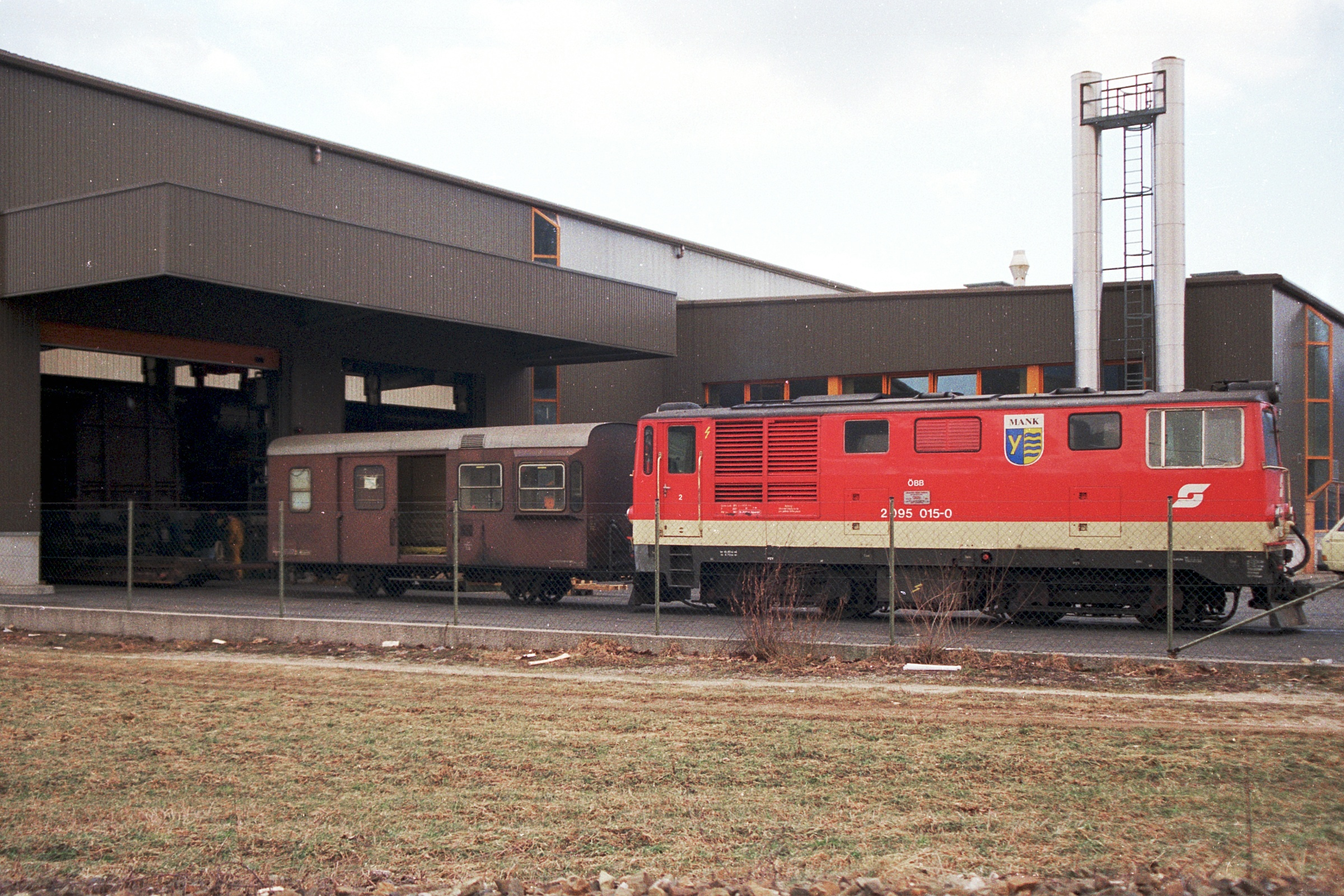
Ein Güterzug wird in die Werkshalle in Gresten rangiert, 1991

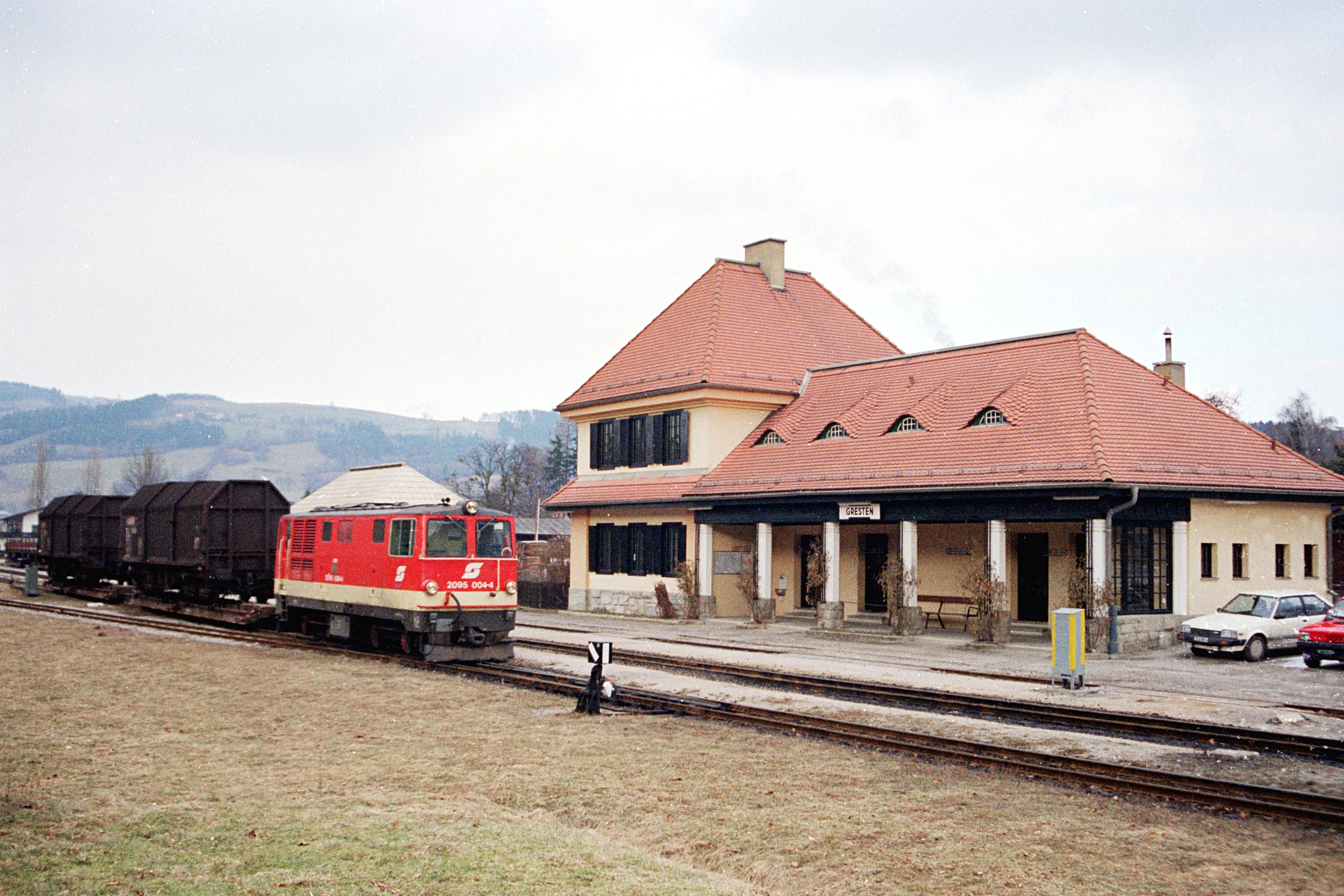
Güterzug im Bahnhof Gresten, 1991

Der Behebung der Kriegsschäden folgte in den nächsten Jahren die Stationierung mehrerer Diesellokomotiven der Reihe 2041/s in Ober-Grafendorf. Mit diesen Lokomotiven, die minimal leistungsstärker waren als die 2040/s (sie waren in der Lage vier Zweiachser zu befördern) konnte der Personenverkehr größtenteils auf Dieselbetrieb umgestellt werden. Für stärker ausgelastete Kurse und den schweren Güterverkehr waren die Dampflokomotiven, vor allem die ehemaligen Mariazellerbahn-Berglokomotiven der Reihen Mh und Mv weiterhin unentbehrlich. 1953 wurde das bis heute gültige Nummernschema bei den Österreichischen Bundesbahnen eingeführt, im Jahr darauf startete das bisher umfangreichste Modernisierungsprogramm auf deren Schmalspurbahnen. Dabei wurden zwischen 1954 und 1957 auf den Untergestellen der Personenwagen neue stählerne Aufbauten in einheitlicher Bauweise aufgesetzt. In den 1960er-Jahren wurden noch einige Wagen durch das Einschweißen von Zwischenstücken verlängert. In den 1950er-Jahren wurden auch nochmals Pläne diskutiert, das Netz der Mariazellerbahn mit der Ybbstalbahn zu verbinden. Diese Pläne, die auf Projekten der deutschen Reichsbahn aus den 1940ern basierten, hätten die Verlegung einer dritten Schiene auf der normalspurigen Erlauftalbahn zwischen Wieselburg und Kienberg-Gaming vorgesehen.
Die Beschaffung der Diesellokomotiven der Reihe 2095 löste Anfang der 1960er-Jahre die Dampftraktion endgültig ab. Die nächsten zwei Jahrzehnte waren stark von der Abwanderung von Fahrgästen als Folge der Motorisierung und dem damit verbundenen Trend zur Einstellung von Nebenbahnen geprägt. Investitionen und eine weitere Modernisierung des Fuhrparks unterblieben daher weitgehend, der Personenverkehr war im Wesentlichen vom Schüler- und Pendlerverkehr bestimmt. Im Güterverkehr wurden, stark saisonalen Schwankungen unterliegend, hauptsächlich landwirtschaftliche Produkte transportiert. Wesentliche Veränderungen brachte 1985 die Errichtung eines metallverarbeitenden Industriebetriebes in Gresten, der als Großkunde der Bahn für einen starken Anstieg des Güterverkehrs sorgte.
Die Notwendigkeit, vierachsige Normalspurgüterwagen mit Drehgestellen zu befördern, führte zur Umstellung des Abschnittes Wieselburg – Gresten auf Rollwagen, da die zuvor eingesetzten Rollböcke nur für den Transport von zweiachsigen Wagen geeignet waren. In Folge wurde die Bahn auch vermehrt von den holzverarbeitenden Betrieben in Randegg und Gresten genutzt. 1987 wurde auch auf den anderen Streckenabschnitten und der Mariazellerbahn der Rollwagenverkehr eingeführt. Die steigende Tendenz im Güterverkehr stellte den Betrieb vor Probleme. Die leistungsstarken Lokomotiven der Reihe 2095 waren nur in geringer Stückzahl vorhanden und es waren nur wenige Bahnhöfe mit Ausweichgleisen zur Abwicklung von Zugkreuzungen ausgestattet. Aus diesem Grund wurde ab 26. März 1990 der Personenverkehr zwischen Wieselburg und Gresten an Werktagen im Schienenersatzverkehr mit Autobussen geführt. Mit 31. Mai 1992 wurde der Personenverkehr in diesem Abschnitt komplett eingestellt, 1993 wurde der Zugleitbetrieb eingeführt.
Der verbliebene Personenverkehr zwischen Ober-Grafendorf und Wieselburg erfuhr mit der Einführung des NAT91 – einem österreichweiten Taktfahrplan im Jahr 1991 – eine deutliche Aufwertung bis hin zum Stundentakt zwischen Ober-Grafendorf und Ruprechtshofen an Werktagen. Das Angebot wurde aber mangels Inanspruchnahme in den folgenden Jahren wieder schrittweise zurückgenommen. Ein weiterer Modernisierungsschritt war 1995 die Anlieferung von drei Dieseltriebwagen der Reihe 5090, die als Ersatz für die betagte Reihe 2091 angeschafft wurden. 1997 wurde auch auf diesem Streckenteil der Zugleitbetrieb eingeführt.

### Umspurung und Einstellung von Teilabschnitten

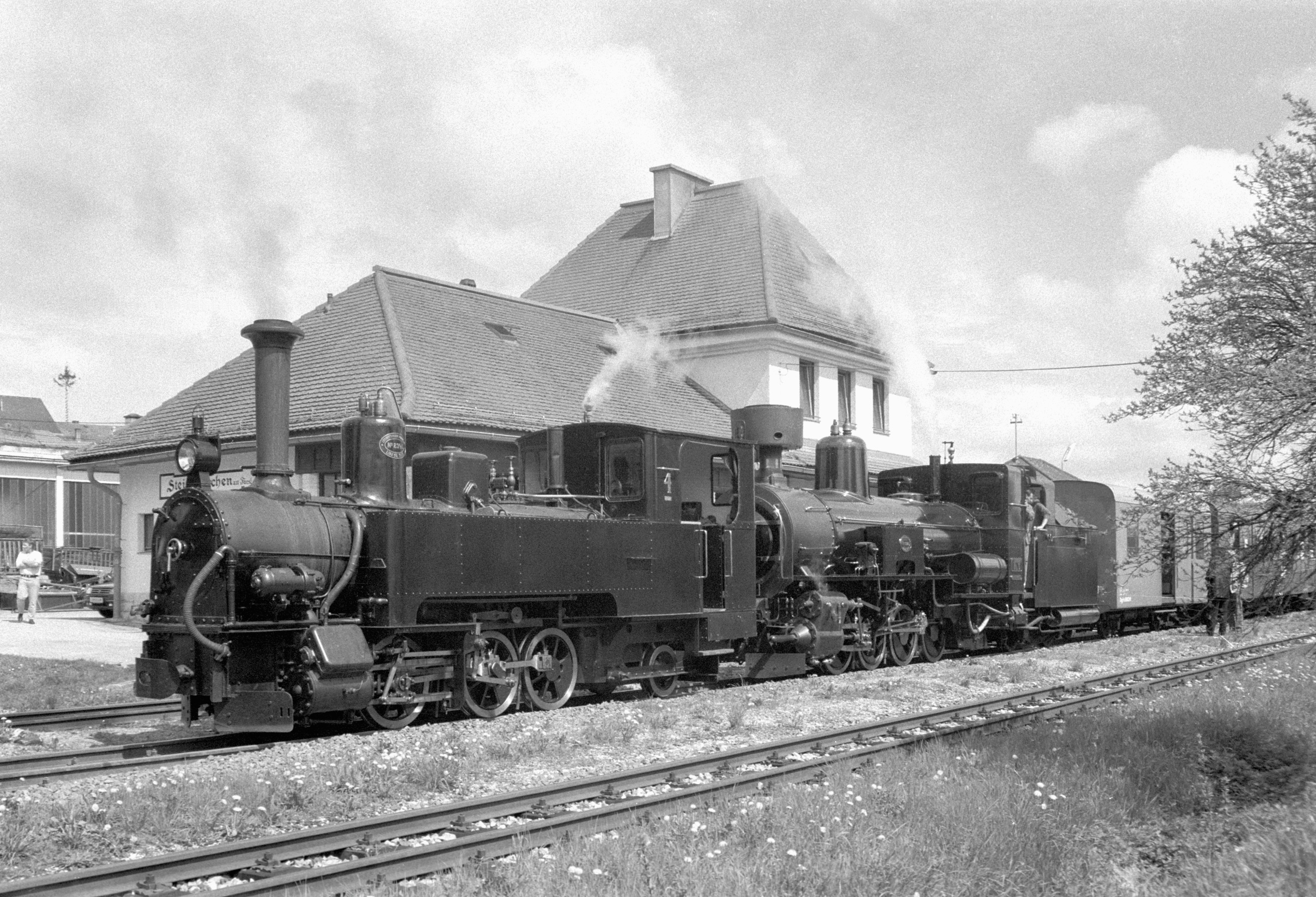
Nostalgie-Sonderzug mit Lok 4 der SKGLB in Steinakirchen am Forst, 1996

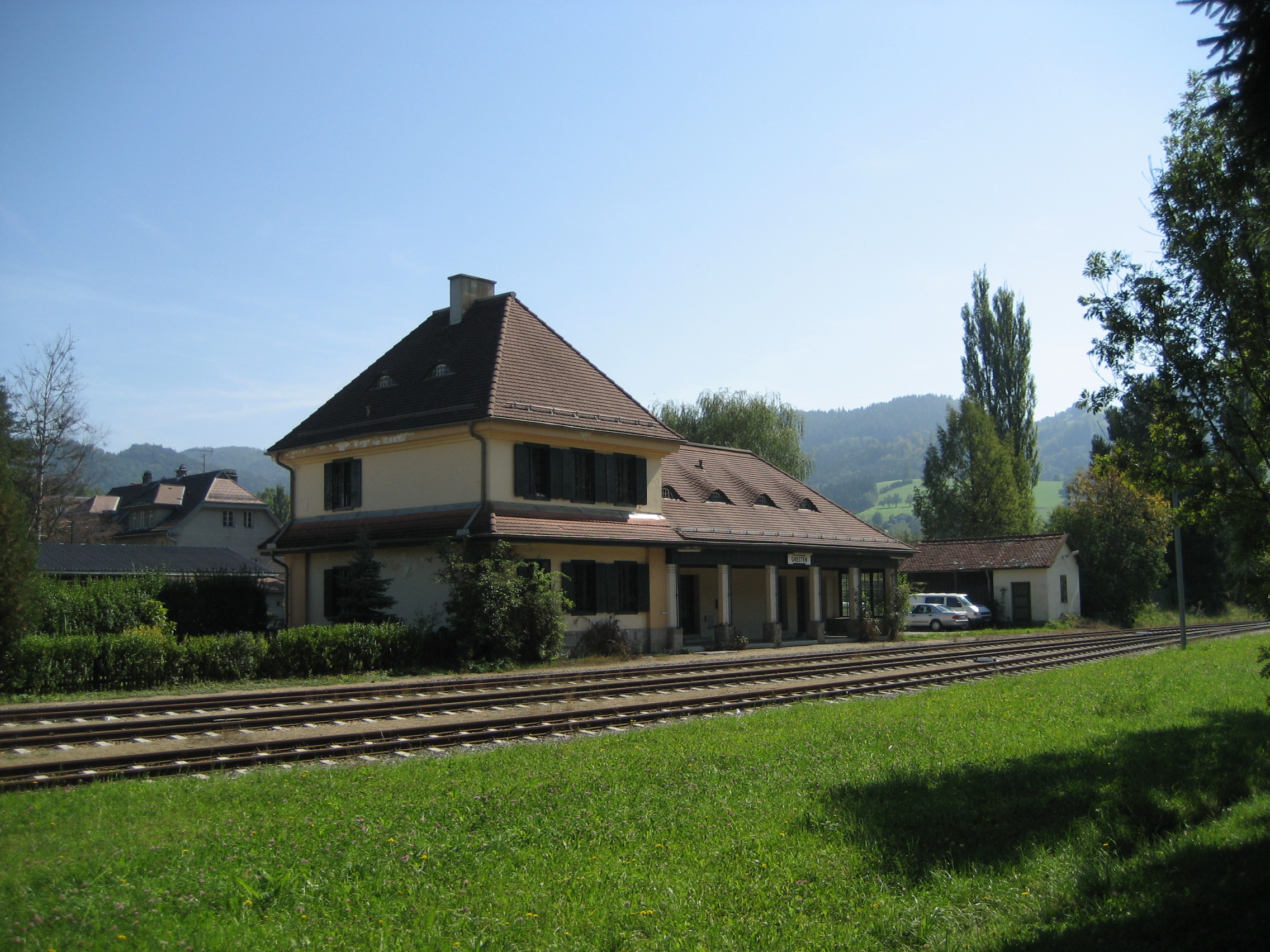
Bahnhof Gresten mit normalspurigen Gleisanlagen

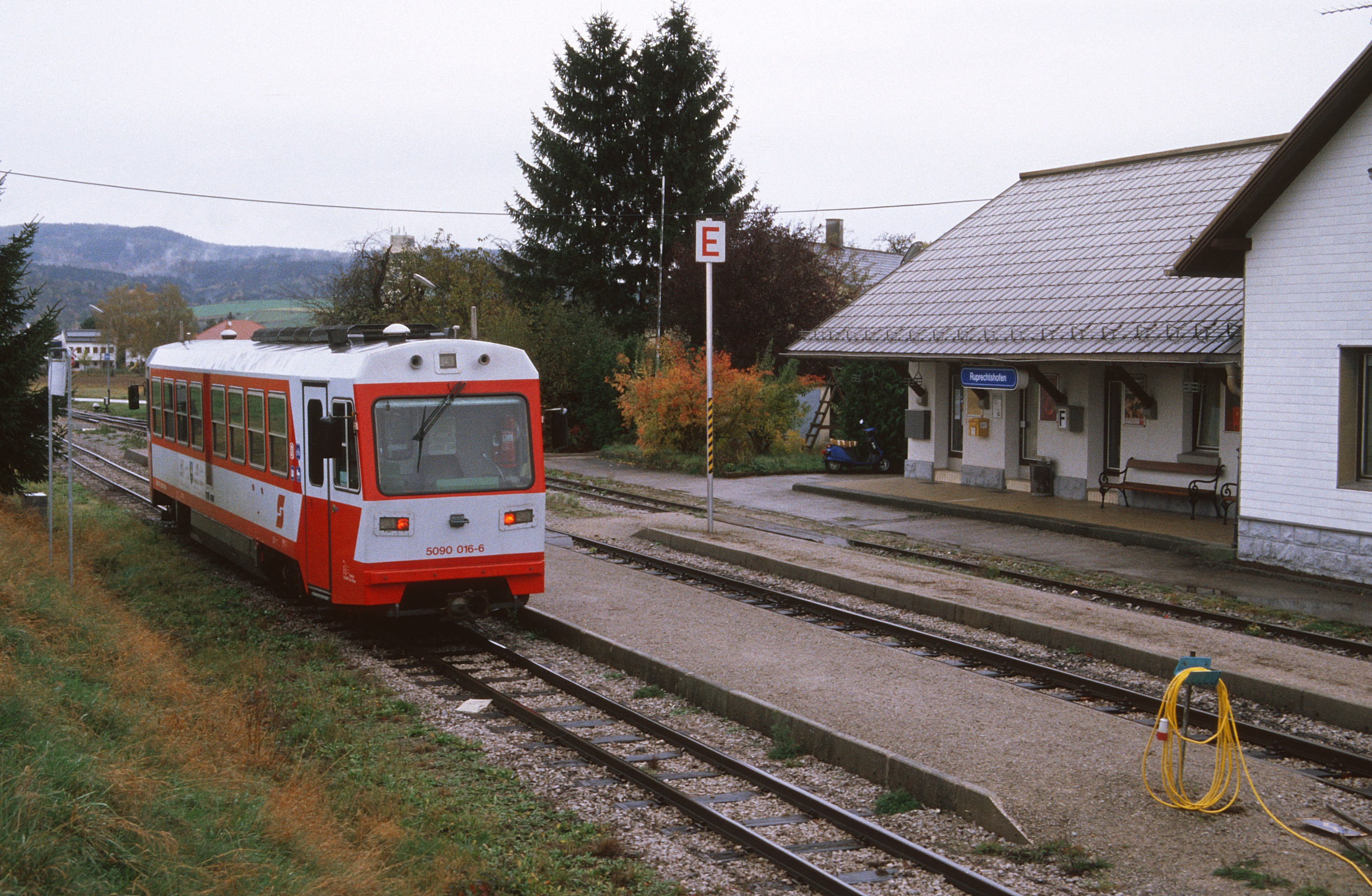
Bahnhof Ruprechtshofen, 2000

Ab etwa Mitte der 1990er-Jahre wurde als Maßnahme der Kapazitäts- und Effizienzsteigerung im Güterverkehr der Umbau der Strecke Wieselburg – Gresten auf Normalspur geplant und nach Klärung der Finanzierung 1997 beschlossen. Die beförderte Frachtmenge war von circa 20.000 Tonnen im Jahr 1984 auf 140.000 Tonnen im Jahr 1997, dem letzten Jahr mit ausschließlich Schmalspurbetrieb, angewachsen. Der letzte Schmalspurgüterzug wurde am 3. April 1998 als Sonderzug mit der Dampflokomotive Mh.6 in Verkehr gesetzt, mit der Abtragung der Schmalspurgleise wurde unmittelbar darauf begonnen. Während des Umbaus wurden die Transporte für die Industrie in Gresten ersatzweise über die Erlauftalbahn und ab dem Bahnhof Neubruck auf der Straße abgewickelt. Die Normalspurbahn wurde bis auf zwei Ausnahmen mit einem Mindestbogenradius von 150 Metern trassiert, die Höchstgeschwindigkeit wurde auf 40 km/h festgesetzt. Ladestellen für den Güterverkehr wurden in den Bahnhöfen Steinakirchen am Forst, Wang, Randegg-Franzenreith und Gresten eingerichtet. Da eine Wiederaufnahme des Personenverkehrs nicht vorgesehen war, wurden die anderen Haltestellen aufgelassen. Am 16. November 1998 fuhr der erste Güterzug auf der Normalspur. Der Verkehr wird wie zuvor auf der Schmalspur im Zugleitbetrieb abgewickelt. Mit Ende 1998 wurde der Güterverkehr auf dem schmalspurig verbliebenen Abschnitt der „Krumpe“ und der Mariazellerbahn eingestellt.
Der Streckenteil östlich von Wieselburg hatte mit dem Umbau der ertragreichen Grestner Strecke seine Funktion als Zubringer von Fahrzeugen in Richtung St. Pölten verloren. Der Personenverkehr zwischen Ruprechtshofen und Wieselburg wurde schon vorher nur mäßig angenommen, eine zusätzliche Ausdünnung des Fahrplanes führte zu weiterer Abwanderung von Fahrgästen auf andere Verkehrsmittel und ab 15. Februar 2000 wurde die Strecke im Schienenersatzverkehr mit Autobussen bedient. Am 15. Dezember 2002 wurde auch der Verkehr zwischen Mank und Ruprechtshofen eingestellt. Der Personenverkehr auf dem Reststück von Ober-Grafendorf bis Mank wurde mit Triebwagen der Reihe 5090 weiterhin betrieben, einzelne Kurse wurden von Mank durchgehend bis St. Pölten geführt. Im Jänner 2010 wurde beschlossen, dass die Krumpe mit Stichtag 1. Jänner 2011 vom Land Niederösterreich übernommen wird. Ob die Stichbahn zwischen Ober-Grafendorf und Mank weiterbetrieben oder eingestellt wird, war längere Zeit offen, man entschied sich schließlich, die Krumpe mit 11. Dezember 2010 stillzulegen. Die Orte an der Strecke werden seither durch Autobusse erschlossen.

### Gegenwart
2005 wurden erste Konzepte für eine touristische Nutzung als Draisinenbahn vorgestellt und ab April 2011 im Abschnitt zwischen Ruprechtshofen und Wieselburg realisiert.
Für den Abschnitt zwischen Ober-Grafendorf und Ruprechtshofen war die Nachnutzung lange unklar. Ober-Grafendorfs Bürgermeister wollte die Gleise erhalten und auch auf diesen Abschnitt einen Fahrraddraisinenverkehr anbieten. Andere Gemeinden wünschten sich die Errichtung eines Radweges auf der Bahntrasse. Im Sommer 2015 wurde schließlich der Abschnitt Bischofstetten–Ruprechtshofen abgebaut.
Zwischen Obergrafendorf und Bischofstetten wurde ein durch den Eisenbahnclub Mh.6 betriebener Museumsverkehr realisiert.
Die Strecke Ruprechtshofen – Wieselburg konnte man bis zur Saison 2017 mit Schienenfahrrädern befahren. Da aber der Streckenabschnitt Reisenhof-Lehen – Wieselburg im Oktober 2017 abgebaut wurde, war ab der Saison 2018 nur mehr zwischen Ruprechtshofen und Reisenhof-Lehen ein Fahrbetrieb möglich. Am 7. August 2021 wurde die neue Haltestelle Haag-Kleinsierning, die als neue Endhaltestelle des noch aktiven Stücks Ober-Grafendorf - Rammersdorf fungiert, eröffnet. Die Station liegt an der Gemeindegrenze zwischen Bischofstetten und St. Margarethen an der Sierning.

### Unfall 2016
Am 19. Oktober 2016 entrollten fünf unbeladene, zum Teil vierachsige Güterwaggons mit Rungen in Randegg auf der Strecke Gresten–Wieselburg, rollten etwa 30 Minuten lang über 20 km Strecke und stießen gegen 11:45 Uhr MESZ in Wieselburg nahe dem Bahnhof und der Brauerei auf den aus 2 Triebwagen bestehenden besetzten Regionalzug 7012, der von St. Pölten über Wieselburg nach Scheibbs unterwegs war. 4 Personen wurden darin schwer verletzt, 8 leicht. Die Erlauftalbahn fuhr ab 20. Oktober 6:00 Uhr wieder.

## Streckenbeschreibung
Die Lokalbahn führte in den hügeligen Ausläufern des Niederösterreichischen Alpenvorlandes durch eine überwiegend landwirtschaftlich genutzte Region. Zwischen Ober-Grafendorf und Wieselburg querte sie mehrere Täler von aus dem Alpenvorland nach Norden zur Donau fließenden Gewässern. Dieser Umstand machte eine Trassierung mit mehrmaligem Neigungswechsel und einige Rampenstrecken notwendig.

### Ober-Grafendorf–Mank

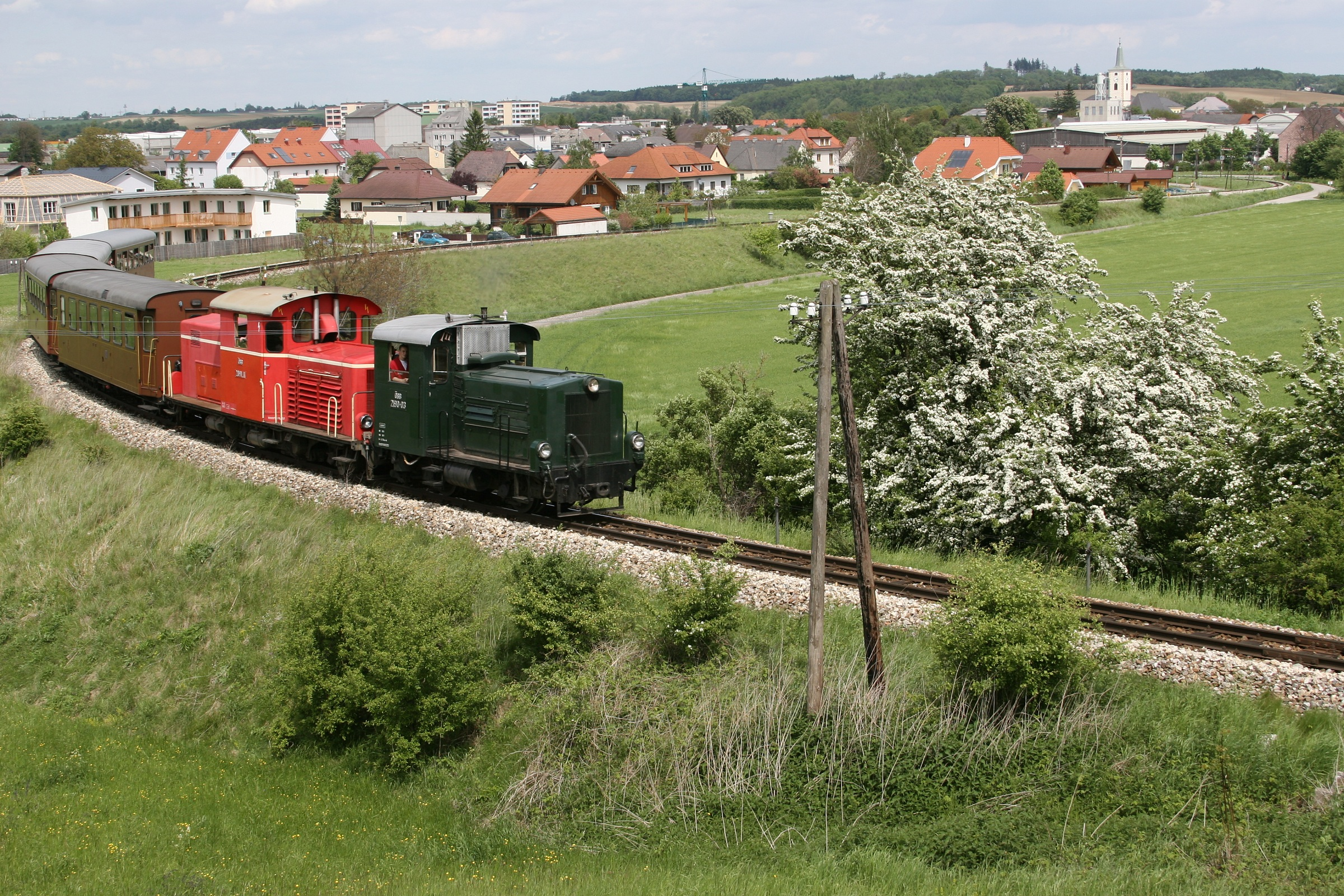
Sonderzug mit 2190.03 und 2091.11 auf der Rampe bei Ober-Grafendorf

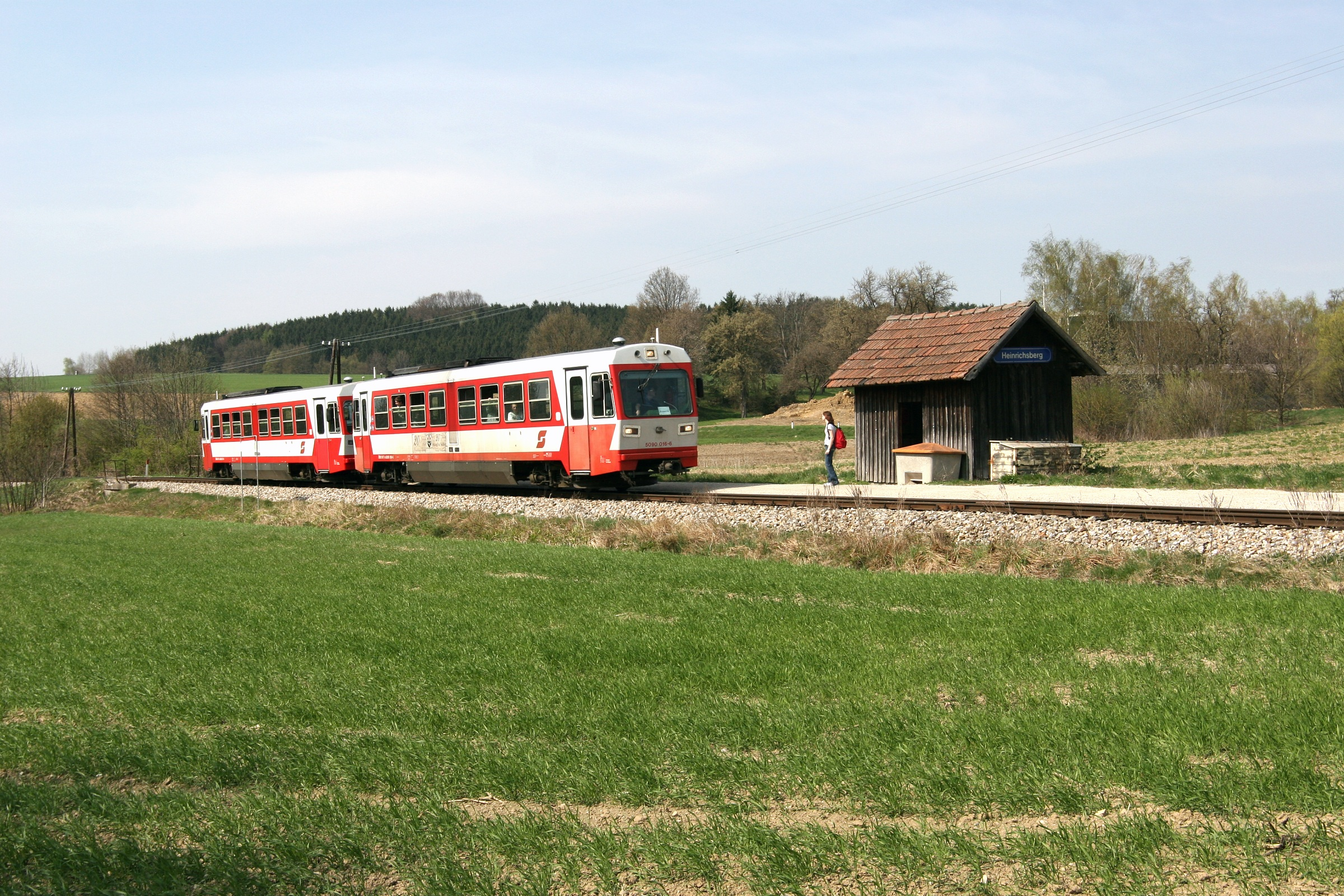
Zwei Triebwagen der Reihe 5090 in der Haltestelle Heinrichsberg

Ausgangspunkt der „Krumpe“ war der Bahnhof Ober-Grafendorf der Mariazellerbahn. Dort befindet sich Österreichs einziger Ringlokschuppen einer Schmalspurbahn, der bis zur Auflösung der Dienststelle das betriebliche Zentrum der Lokalbahn war. Seit 1987 ist er Sitz des Eisenbahnvereins Club Mh.6, im August 2008 wurde das Heizhausensemble unter Denkmalschutz gestellt.
Die Bahn verließ den Bahnhof Ober-Grafendorf in einem Rechtsbogen in westlicher Richtung, um gleich darauf in einem steilen Gegenbogen eine die Ebene des Pielachtales begrenzende Geländestufe zu überwinden. Diese im Gegensatz zur Mariazeller Strecke, die die Ebene in einer langen Geraden durchfährt, „krumme“ – im lokalen Dialekt „krumpe“ – Linienführung brachte der Strecke ihren umgangssprachlichen Namen ein. Sofort darauf senkt sich die Trasse hinab ins Tal der Sierning, einem Nebengewässer der Pielach, dem sie auf den nächsten Kilometern in westlicher Richtung aufwärts folgt. Die Bahn berührte hier die Orte St. Margarethen an der Sierning, Bischofstetten und Kilb. Zwischen Kilb und der Haltestelle Heinrichsberg überwand sie die Wasserscheide zwischen zwei kleineren Bächen und erreichte nach 18 Kilometern die Stadt Mank.

### Mank–Wieselburg an der Erlauf

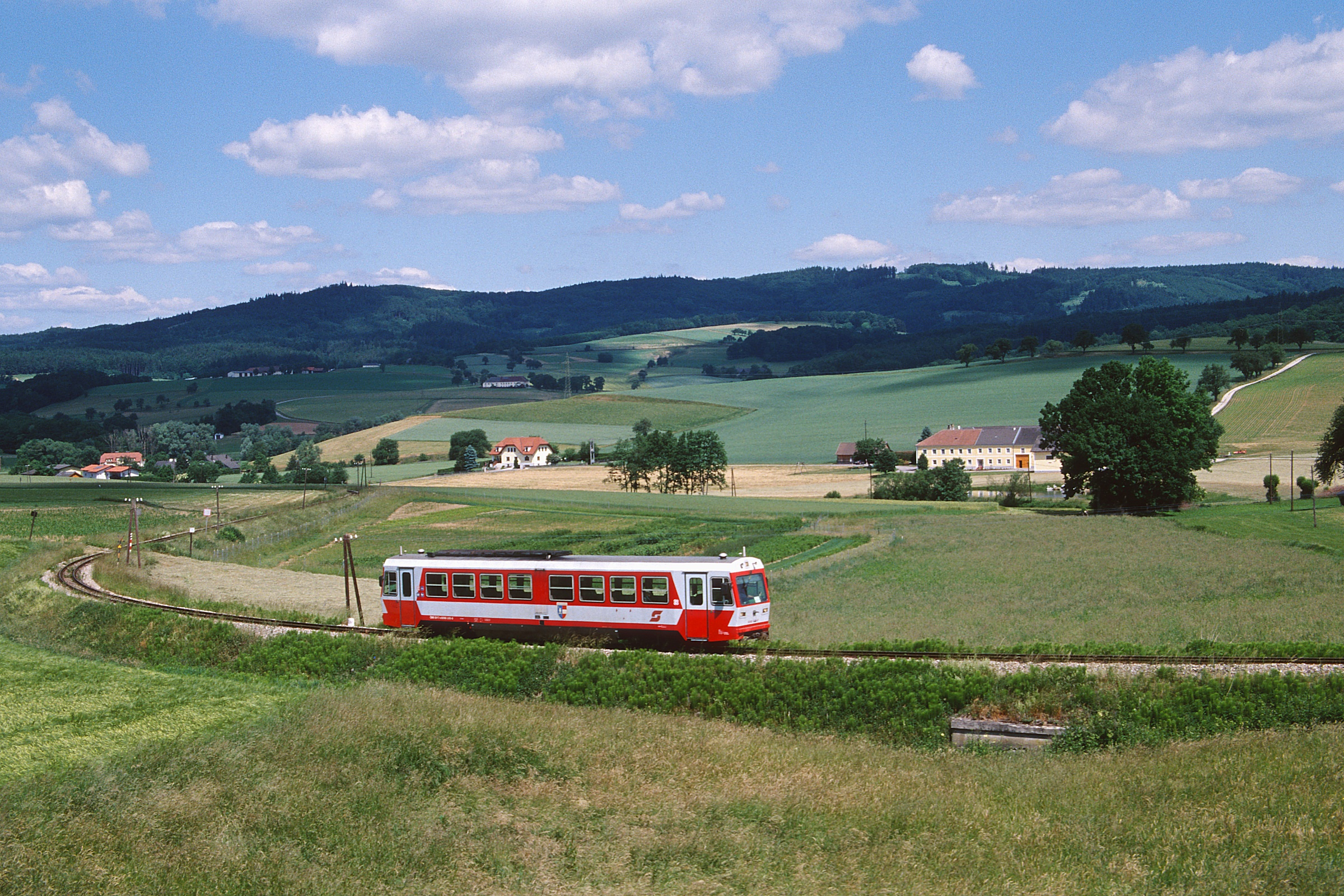
Triebwagen der Reihe 5090 bei St. Leonhard am Forst, Juni 2002

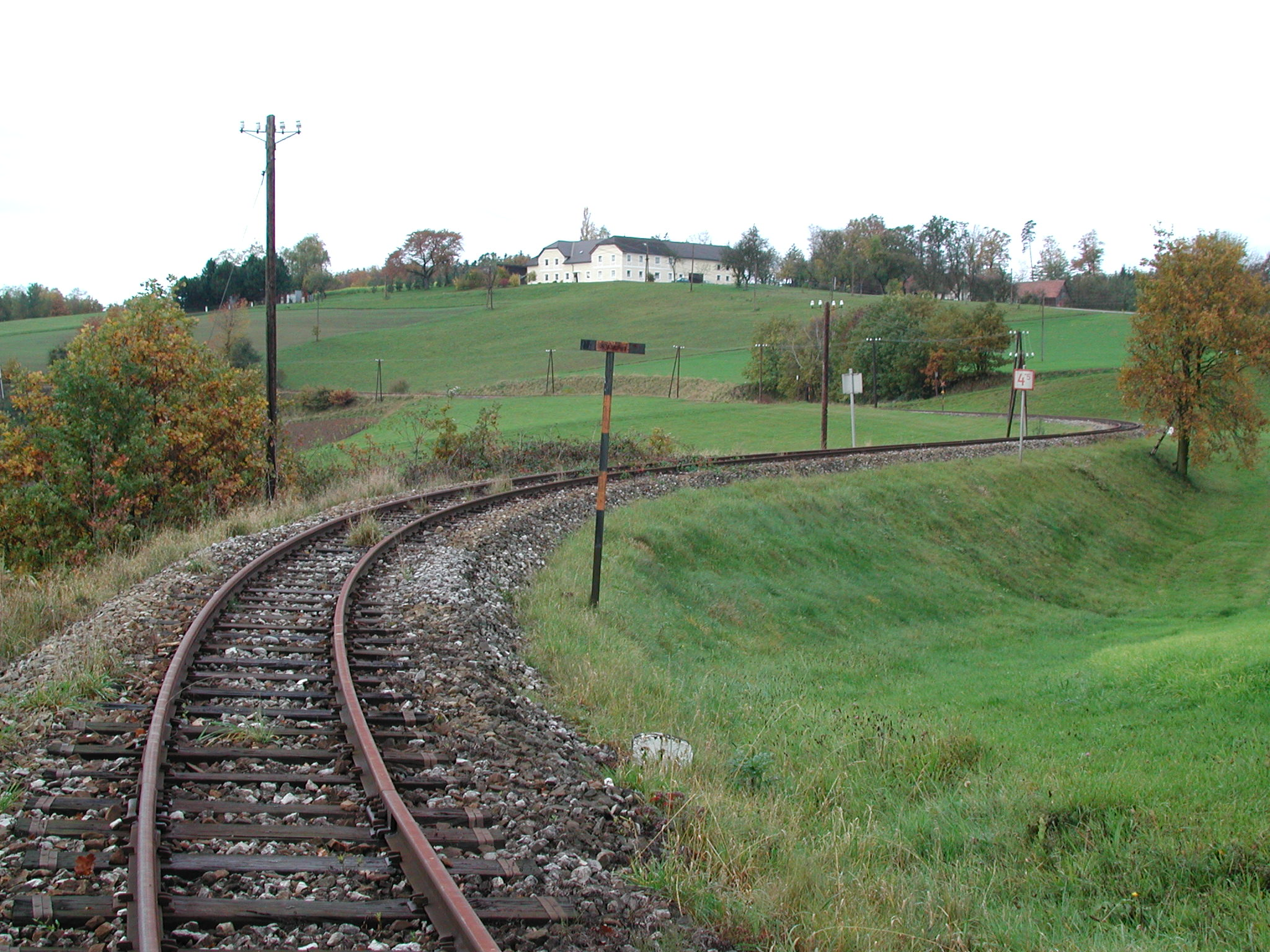
Die 27-Promille-Rampe bei Grabenegg-Rainberg (November 2000)

Hinter dem Bahnhof Mank näherte sich die Bahntrasse dem Tal der Mank, folgte diesem aber nicht direkt, sondern verlief im welligen Gelände etwas weiter südlich des Flusses und näherte sich in einer direkteren Linienführung der Marktgemeinde St. Leonhard am Forst, an deren nördlichem Ortsrand der Bahnhof lag. Die Bahn querte danach die Melk und erreichte kurz darauf Ruprechtshofen. Hier befand sich ein in den letzten Betriebsjahren schon nicht mehr genutztes Heizhaus zur Übernachtung von Lokomotiven.
Die 1927 eröffnete Fortsetzung berührte bis Wieselburg keine Ortschaften und wies nur drei Haltestellen für den Personenverkehr auf, die im Wesentlichen verstreute Gehöfte bedienten. Zwischen den Haltestellen Grabenegg-Rainberg und Reisenhof-Lehen galt es, die Wasserscheide zwischen dem Melk- und dem Erlauftal zu überwinden. In diesem Abschnitt weist die Trasse eine Maximalsteigung von 27 Promille auf, vergleichbar mit den Steilrampen der Gebirgsbahn nach Mariazell. Vor Wieselburg querte die Lokalbahn die Erlauf auf der größten Brücke der Strecke. Im Bahnhof Wieselburg an der Erlauf befanden sich umfangreichere Gleisanlagen und zur Frachtumladung auf die normalspurige Erlauftalbahn eine Rollbock- und später Rollwagen-Umsetzanlage, sowie ein weiteres Heizhaus.

### Wieselburg an der Erlauf–Gresten
Ab Wieselburg führt die seit 1998 normalspurige Strecke ins anfangs noch weite Tal der Kleinen Erlauf, einem Nebenfluss der Erlauf. Sie berührt dabei zunächst die Marktgemeinde Steinakirchen am Forst, ab hier verengt sich das Tal zusehends. Die Landschaft verändert sich nun markant, wird deutlich waldreicher, was für starken Frachtanfall im Holzverkehr sorgt. Über Wang und Perwarth folgt die Bahn dem Gewässer flussaufwärts in südwestliche Richtung immer tiefer ins Alpenvorland hinein. Bei Randegg schwenkt das Tal und mit ihm die Bahn in südöstliche Richtung um, nach vier weiteren Kilometern ist die Endstation Gresten erreicht. Der Ort, der zur Zeit des Bahnbaus eine gewisse Bedeutung als Sommerfrische hatte, ist seit den Achtzigerjahren des 20. Jahrhunderts auch ein regional bedeutsamer Industriestandort, Anschlussgleise führen direkt in die Betriebe.